# Súper historias de Spidey
"Súper historias de Spidey", conocida también como "Super Historias de Spidey", es una serie parodia de acción en vivo de la serie The Electric Company de Children's Television Workshop. La serie fue emitida de 1974 a 1977, contando con 2 temporadas.

## Descripción general
Los episodios presentaban al personaje de Marvel Comics, Spider-Man, proporcionado al Children's Television Workshop de forma gratuita, y fue interpretado (siempre disfrazado) por el titiritero y bailarín Danny Seagren. Se estrenó durante el primer programa de la cuarta temporada de The Electric Company (1974-1975), a la que se le asignó el número de producción 391. Precedió a la película piloto de la serie The Amazing Spider-Man por tres años, convirtiéndose en la primera versión de acción en vivo de Spider-Man, y fue la primera versión de acción en vivo de un personaje de Marvel en cualquier medio desde la serie de Capitán América de 1944.
Las historias involucraban al superhéroe enmascarado frustrando a personajes traviesos que estaban involucrados en actividades delictivas menores, aunque a veces los ladrones cometían delitos más graves como asalto o hurto. El elenco de The Electric Company interpretó los papeles de varios personajes en cada historia, con otro como narrador. En muchos de estos bocetos, de acuerdo con el estilo de escritura de Stan Lee, los espectadores fueron llamados "verdaderos creyentes".
A diferencia de otras producciones de dibujos animados y de acción en vivo de Spider-Man, esta versión del héroe lanzador de telarañas no habló en voz alta, sino que se comunicó solo con globos de palabras (que tiene un papel similar al de Clarabell, el payaso de Howdy Doody), para poder alentar a los jóvenes espectadores a practicar sus habilidades de lectura. Debido a las limitaciones presupuestarias de la serie, los paneles de historietas se intercalaron en cada parodia en lugar de efectos especiales. Aparte del propio Spider-Man, nunca apareció ningún personaje de la serie de cómics en "Spidey Super Stories".

## Tema musical
El tema musical que suena al principio y al final de los cortos fue escrito por Gary William Friedman . La letra es la siguiente:
Spider-Man, ¿de dónde vienes?
¡Spider-Man, nadie sabe quién eres!
Spider-Man, tienes ese toque de Spidey
¡Spider-Man, eres una estrella lanzadora de telarañas!

## Episodios
Se produjeron aproximadamente una docena de segmentos de "Spidey Super Stories" durante la temporada 1974-1975 de The Electric Company, con otros doce más o menos durante la temporada 1975-1976 y más episodios durante la temporada final de la serie.
¡Shout! lanzó una caja de 4 DVD. Factory y Sony BMG Music Entertainment el 7 de febrero de 2006, nombrado The Best of Electric Company. Contó con 20 episodios de 1971 a 1977 (D4D 34121), tres de los cuales contenían segmentos de Spidey.
El 14 de noviembre de 2006 se lanzó una segunda caja de 4 DVD con 20 programas de 1971 a 1976 (82666-31014). Dos de los episodios de esta caja incluyeron segmentos de Spidey; sin embargo, en varios de los otros episodios, los segmentos de Spider-Man se eliminaron para minimizar la apariencia del personaje debido a problemas de derechos. El episodio 60A, de la quinta temporada, que presentaba un boceto de Spider-Man como el boceto del día, se modificó drásticamente de la versión que se emitió originalmente en televisión.
Otro DVD llamado The Best of the Best of Electric Company, una versión truncada del conjunto en caja del volumen uno, fue lanzado el 7 de marzo de 2006.

## En otros medios

### Historietas
De 1974 a 1982, Marvel Comics publicó un cómic llamado Spidey Super Stories, que estaba dirigido a niños de 6 a 10 años. Se produjeron un total de 57 números, los primeros 15 de los cuales fueron escritos por Jean Thomas (anteriormente escritor de Night Nurse). Jim Salicrup la sucedió como escritor de la serie, y Win Mortimer dibujó la mayoría de los números. Thomas y Salicrup comentaron que el cómic estuvo sujeto a un nivel excepcionalmente alto de escrutinio editorial, ya que el personal de Marvel Comics y Children's Television Workshop revisó las historias para asegurarse de que fueran fieles a los elencos de Electric Company y Marvel Comics, con contenido apropiado para la edad. contenido y nivel de lectura y le dio protagonismo a los personajes femeninos. El artista de la firma de Spider-Man, John Romita, Sr. fue el editor de Marvel del libro y dibujó algunas de las portadas. Durante los primeros años, se incluyó una versión de cómic de una de las parodias de Spidey de The Electric Company. Una versión truncada también apareció en The Electric Company Magazine. En contraste con los segmentos de acción en vivo en The Electric Company, Spidey a menudo aparecía sin disfraz como Peter Parker.
Cada número de Spidey Super Stories presentaba al menos una historia en la que Spidey formaba equipo con un superhéroe establecido de Marvel Comics y/o luchaba contra un villano establecido de Marvel. Esto sirvió para presentar otros personajes de Marvel a nuevos lectores que no estaban familiarizados con los personajes de la compañía antes de ver a Spider-Man en The Electric Company. La mayoría de estas historias presentarían orígenes rápidos, generalmente ocupando una sola página o menos, tanto del héroe como del villano destacados. Los héroes invitados incluyeron a Iron Man, Capitán América, Iceman, Doctor Strange, Spider-Woman, Nova, The Cat y Ms. Marvel. Los villanos invitados incluyeron Green Goblin, Blizzard, Jack O'Lantern y Thanos.
Otras historias en el número presentarían personajes habituales de The Electric Company, como Easy Reader y el detective Fargo North, Decoder, con Spidey como personaje secundario; por el contrario, los personajes de The Electric Company a veces aparecían como personajes secundarios en las historias centradas en Spidey. Los personajes secundarios de otros cómics de Spider-Man también hicieron apariciones regulares, como la novia de Peter Parker, Mary Jane Watson, y el personal del lugar de trabajo de Parker, el Daily Bugle, más notablemente el editor y editor J. Jonah Jameson.
Marvel parodió a Spidey Super Stories en una edición humorística de What If...? Durante dos páginas, se muestra un universo alternativo en el que Marvel se había asociado con el National Endowment of the Arts para producir Spidey Intellectual Stories, donde Spider-Man derrota al Mad Thinker debatiendo filosofía. The Watcher señala que "es para una audiencia selecta bostezo, sin duda".

### Registro
Spidey Super Stories también apareció como un disco de vinilo especial en la década de 1970 con licencia de Children's Television Workshop para Peter Pan Records. En el disco se incluyen dos historias de The Electric Company. "Spidey Versus Mr. Measles" y "The Queen Bee". Otras historias incluyen a Spidey contra un malvado criminal armado con juguetes llamado Jester en "The Last Laugh", The Purple Pirates y Evil MacWeevil en "The Leader of the Pack" (que incluye un cameo de Fargo North, Decoder) y el origen de Spidey. historia. Otras tres historias presentan a Spidey con miembros del Short Circus, y Pedro y su planta de guardia Maurice luchando contra el Hombre Topo en "20,000 pies bajo tierra"; y el grupo que aborda villanos más tradicionales de Marvel Comics en "Deadly is the Doctor Called Doom" y "Spidey Versus the Sandman". Debido a la falta de una presentación visual, Spidey/Peter Parker hablaría audiblemente, con la voz de Jim Boyd. Sin embargo, la obra de arte del álbum presentaba la técnica tradicional de Spidey-talking de tener sus palabras en globos de palabras. En estas historias también se utilizan elementos como el sentido arácnido de Spidey y el rastreador arácnido.